# Dulces horas
Dulces horas is een Spaans-Franse dramafilm uit 1982 onder regie van Carlos Saura.

## Verhaal
De regisseur Juan was als kind getuige van de zelfmoord van zijn moeder. Door een oude briefwisseling komt hij erachter dat zijn ouders een ongelukkig huwelijk hadden. Hij besluit een biografische film te draaien. Wanneer hij verliefd wordt op de actrice die de rol speelt van zijn moeder, bevrijdt hem dat van zijn trauma.

## Rolverdeling
| Acteur                | Personage    |
| --------------------- | ------------ |
| Assumpta Serna        | Moeder       |
| Iñaki Aierra          | Juan         |
| Álvaro de Luna        | Oom Pepe     |
| Jacques Lalande       | Oom Antoñito |
| Alicia Hermida        | Tante Pilar  |
| Luisa Rodrigo         | Grootmoeder  |
| Alicia Sánchez        | Dienstmeisje |
| Pedro Sempson         | Vader        |
| Isabel Mestres        | Marta        |
| Julien Thomas         | Pablo        |
| Marion Game           | Advocaat     |
| Ofelia Angélica       | Sofi         |
| Clara Merin           | Lucía        |
| Pablo Hernández Smith | Juanico      |
| Magdalena García      | Martita      |